# Denny Dent

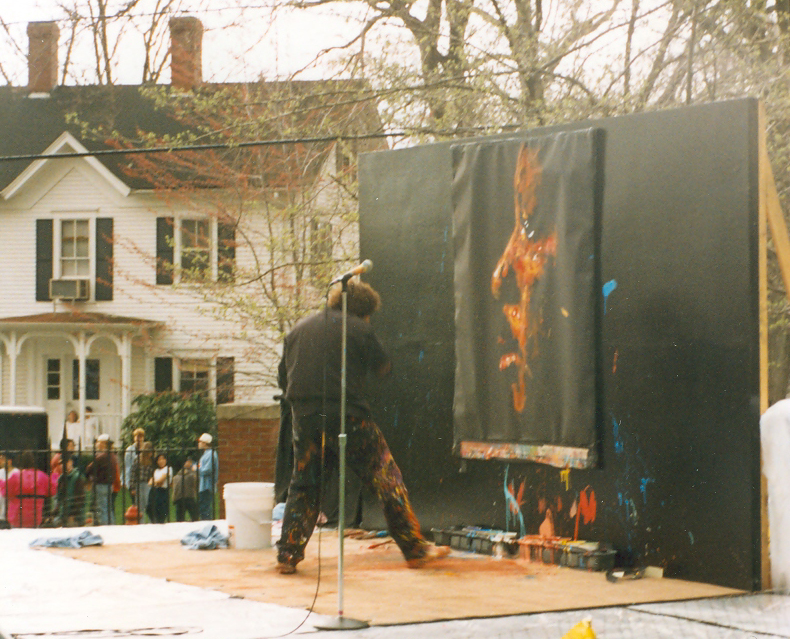
Denny Dent malt Martin Luther King, Jr. an der Tufts University im Jahr 1995.

Dennis E. „Denny“ Dent (* 5. April 1948 in Oakland (Kalifornien); † 29. März 2004 in Denver, Colorado) war ein amerikanischer Maler, der für seine performancekünstlerischen großflächigen Porträts prominenter Persönlichkeiten der Popkultur, berühmt war.
Dent graduierte in Kunst an der Oakland High School. Sein spezieller Performance-Stil entwickelte sich, als er 1980 bei einer Gedenkveranstaltung zu Ehren John Lennons erstmals öffentlich auf einer Bühne zu Lennons Musik dessen Porträt malte und dabei auf enorme Resonanz stieß.
Berühmt ist sein Porträt des Gitarristen Jimi Hendrix, das er im dreiminütigen Vorspann zum Film Jimi Plays Monterey auf eine Hausmauer malte.
Dent war verheiratet mit Ali Christina Flores. Er starb im sechsundfünfzigsten Lebensjahr an einem Herzinfarkt.